# Краснолуцький машинобудівний завод
«Краснолуцький машинобудівний завод» — відкрите акціонерне товариство. Завод входить до числа провідних підприємств України з виробництва гірничошахтного обладнання.
Засновано 6 листопада 1931 року як рудоремонтний завод. У 1936 році завод переведено до системи головного управління вугільного машинобудування. Головне призначення — ремонт гірничого обладнання. У 1941 році завод евакуйовано на Урал. У 1944 році, після відбудови, почав випуск гірничо-машинобудівної продукції для відновлення шахт Донбасу, зокрема стрічкові конвеєри (з 1946 року), різноманітний гірничо-різальний інструмент, а з 70-х років — риштаків для скребкових конвеєрів. У 1996 році завод шляхом корпоратизації перетворено у відкрите акціонерне товариство з колективною формою власності.
Основні види продукції та послуг станом на 2002 рік:
1. Стрічкові конвеєри для транспортування вугілля та породи похилими виробками шахт. Кут похилу від −16 до +18о. Ширина стрічки 800–1000 мм. Швидкість 1,6 — 3,15 м/сек. Потужність приводів 75-500 квт. Продуктивність 330–1120 т/год. Довжина 500–1500 метрів.
2. Гірничорізальний інструмент (зубці, різці вугільні та породні) для оснащення очисних та прохідницьких комбайнів, стругових установок, бурового обладнання.
3. Риштаки для скребкових конвеєрів — транспортування гірничої маси.
4. Вагонетки для перевезення людей похилими виробками шахт — до 10-15 осіб, ширина колії — 600–900 мм, кут похилу виробки — 6-50 о.
5. Пробооброблювальні машини для лабораторного подрібнення вугілля. Крупність початкового продукту 10-300 мм. Крупність дробленого продукту 0,2-10,0 мм. Продуктивність 0,0085-6,0 т/год.
6. Рейкові постави для безланцюгової системи подавання вугільних комбайнів — крок зачіплення 100 мм. Довжина 790–1890 м. Вся продукція виготовлена на рівні світових аналогів, експортоспроможна.

Технічна характеристика підприємства:
- виробничі площі займають 31,1 га;
- завод складається з 15 цехів, з яких 8 цехів основного виробництва;
- вартість основних засобів 80846 тис. грн., з них виробничих — 60965 тис. грн. На основі світового досвіду, заводськими конструкторами розробляється новий модельний ряд стрічкових конвеєрів, нові види гірничорізального інструменту.

Упроваджуються передові технологічні рішення.
Адреса: 94501, Красний Луч, Луганської обл., вул. Заводський проїзд, 1